# ペニー・レイン (漫画)
「ペニー・レイン」は、吸血鬼一族の物語を描いた萩尾望都のファンタジー漫画作品『ポーの一族』シリーズのうち、『別冊少女コミック』1975年5月号に掲載された短編作品である。
『ポーの一族』シリーズの第8作だが、ストーリーは第4作の「ポーの一族 (1972年の漫画)」の続編にあたる。
「ポーの一族 (1972年の漫画)」で最愛の妹メリーベルを失ったエドガー・ポーツネルが、代わりの連れ合いとしてアラン・トワイライトをバンパネラ（吸血鬼）化させ、その目覚めを待つ間に過去の思い出とメリーベルを失った悲しみに暮れるという内容となっている。

## あらすじ
1879年 、ウィッシュの館に急ぐエドガーは、途中山賊に襲われ馬車ごと乗っ取られて山賊のアジトまで連れ去られる。馬車には棺が乗せられ、棺の中には少年の遺体（バンパネラに変化中の仮死状態のアラン）が横たわっていた。山賊たちがエドガーを地下室に閉じ込めようとしたところを、逆に山賊から銃を奪い彼らを撃ち殺して棺を奪い返し、ウィッシュの館に向かって馬車で逃走する。途中、番小屋のドンに出会い、ウィッシュの館に連れられる。
番小屋のドンがきれいに管理していた館に着いたエドガーはアランをベッドに寝かせ、彼が目覚めるのを待つ。そうしてアランの目覚めを待つ間、思いはメリーベルの追想に流れていく。いつしか眠りについていたエドガーは、ドンの娘が父の言いつけで野菜を持ってきた物音で目を覚ます。いつの間にか朝になっていた。
しかし、陰鬱な雨の降る中、アランはなかなか目覚めない。まれに体質が合わず、バンパネラになれないまま死んでいく者もいることからエドガーは不安を感じる。そしてメリーベルは1日で目覚めたことを思い出し、再び彼女の追想に思いは流れ、彼女の最期に思いが至ると哀しみに心が張り裂けそうになる。そうしてメリーベルが湿気に弱かったことを思い出し、アランの目覚めが遅いのは湿気のせいではないかと思い、雨がやむのを待つ。
ようやく雨があがった朝、エドガーが目覚めると、いつの間にかアランは1人で館を出て行ってしまっていた。アランを追う途中、エドガーは番小屋のドンに出会う。ドンは、娘が山賊に殺されたことと、村中で山を狩って山賊を4人殺したが、後2人ほど見つからないことを教えて、山賊を見つけたら殺すようにとエドガーに銃を渡して立ち去る。
一方、朦朧とした状態で森をさまようアランは、2人の山賊に捕まってしまう。そこへ現れたエドガーが山賊の1人を撃ち殺す。残った1人はエドガーがアジトで殺しそこなった山賊だった。山賊はアランを人質にして、銃をエドガーの方に向ける。しかし、アランが山賊の生気（エナジイ）を吸収し始めたため、驚いた山賊はアランの頭を銃で撃つ。山賊は死んだが、アランも頭に傷を受け、再び降り続く雨のせいで傷がふさがらず血が流れ出て止まらない。
アランを助けるため新しい大量の血が必要になるが、ウィッシュの村は結束が固いことからエドガーは村人を襲うのを避け、街道を通りかかった馬車を襲い、貴族の夫妻から血を吸い取って殺す。馬車にはもう1人、人形みたいな女の子が乗っていた。しかし、体が小さすぎてたいした血の量ではないので血を吸い取る必要がないこと、また放置しておくと餓死か凍死、運よく誰かに拾われても両親のいない貴族の娘では行く末は知れていることから、エドガーはリデルと名乗るその少女を連れていく。
暖炉でたかれた火で乾いた空気の中、まだ頭がぼんやりしながらもようやく落ち着きつつあるアランにエドガーは、雨がやんだら出発しよう、そして2人でリデルを育てようと告げる。

## 「一週間」について
本作掲載号にあたる『別冊少女コミック』1975年5月号の次月号予告ページには「一週間（仮題）」と記され、そこに少女のイラストが描かれているが、実際に6月号掲載されたのは「リデル・森の中」である。
なお、「一週間」が実際に掲載されたのは『別冊少女コミック』1975年12月号であるが、その前月号である11月号に掲載された「ホームズの帽子」の欄外に、次月号の予告で「一週間」が「まぼろしの短編 いよいよ登場」と紹介されている。